# Składy rządów polskich

## Rządy Rzeczypospolitej Obojga Narodów
- Pierwsza Rada Nieustająca
- Straż Praw
- Druga Rada Nieustająca
- Rada Zastępcza Tymczasowa
- Rada Najwyższa Narodowa

## Polska pod zaborami

### Okupacja francuska zaboru pruskiego 1806–1807
- Izba Najwyższa Wojenna i Administracji Publicznej

### RządyKsięstwa Warszawskiego(1807–1815)
- Komisja Rządząca Stanisława Małachowskiego
- Rząd Stanisława Małachowskiego
- Rząd Ludwika Szymona Gutakowskiego
- Rząd Stanisława Kostki Potockiego
- Rada Najwyższa Tymczasowa Księstwa Warszawskiego

### Rządy wKrólestwie Polskim (kongresowym)

#### Okres konstytucyjny 1815–1831
- Rada Administracyjna (Józefa Zajączka)
- Rada Administracyjna (Walentego Faustyna Sobolewskiego)

#### Niepodległe Królestwo Polskie 1830–1831
- Rada Administracyjna (powstanie listopadowe)
- Rząd Tymczasowy
- Rada Najwyższa Narodowa
- Rząd Adama Jerzego Czartoryskiego
- Rząd Jana Stefana Krukowieckiego
- Rząd Bonawentury Niemojowskiego

#### Królestwo Polskie po powstaniu listopadowym 1831–1863
- Rząd Tymczasowy Królestwa Polskiego (1831–1832)
- Rada Administracyjna (1832–1861)
- Rada Administracyjna (Aleksandra Wielopolskiego)
- Rada Administracyjna (1864–1867)

#### Rządypowstania styczniowego1863–1864
- Tymczasowy Rząd Narodowy
- Komisja Wykonawcza Rządu Narodowego
- Rząd Narodowy Cywilny
- Komisja Wykonawcza Dyktatora w Warszawie
- Rząd Narodowy (czerwonych prawników)
- Rząd Narodowy (Karola Majewskiego)
- Rząd Narodowy (wrześniowy)
- Rząd Narodowy (Romualda Traugutta)
- Rząd Narodowy (Bronisława Brzezińskiego)[1]

#### Królestwo Polskie po powstaniu styczniowym 1864–1916
- Rada Administracyjna (do uzupełnienia)

#### Władza wykonawcza wKrólestwie Polskim(1917–1918)
- Wydział Wykonawczy Tymczasowej Rady Stanu
- Rząd Jana Kucharzewskiego
- Prowizorium rządowe Antoniego Ponikowskiego
- Rząd Jana Kantego Steczkowskiego
- Rząd Józefa Świeżyńskiego
- Prowizorium rządowe Władysława Wróblewskiego

## Rząd Republiki Polskiej (listopad 1918)
- Rząd Ignacego Daszyńskiego

## RządyII Rzeczypospolitej(1918–1939)
- Rząd Jędrzeja Moraczewskiego
- Rząd Ignacego Jana Paderewskiego
- Rząd Leopolda Skulskiego
- Rząd Władysława Grabskiego (1)
- Rząd Wincentego Witosa (1)
- Rząd Antoniego Ponikowskiego (1)
- Rząd Antoniego Ponikowskiego (2)
- Rząd Artura Śliwińskiego
- Rząd Juliana Nowaka
- Rząd Władysława Sikorskiego (1)
- Rząd Wincentego Witosa (2)
- Rząd Władysława Grabskiego (2)
- Rząd Aleksandra Skrzyńskiego
- Rząd Wincentego Witosa (3)
- Rząd Kazimierza Bartla (1)
- Rząd Kazimierza Bartla (2)
- Rząd Kazimierza Bartla (3)
- Rząd Józefa Piłsudskiego (1)
- Rząd Kazimierza Bartla (4)
- Rząd Kazimierza Świtalskiego
- Rząd Kazimierza Bartla (5)
- Rząd Walerego Sławka (1)
- Rząd Józefa Piłsudskiego (2)
- Rząd Walerego Sławka (2)
- Rząd Aleksandra Prystora
- Rząd Janusza Jędrzejewicza
- Rząd Leona Kozłowskiego
- Rząd Walerego Sławka (3)
- Rząd Mariana Zyndrama-Kościałkowskiego
- Rząd Felicjana Sławoja Składkowskiego

## RządyRzeczypospolitej Polskiejna uchodźstwie(1939–1990)
Uznawane powszechnie za jedyny legalny rząd Rzeczypospolitej Polskiej w okresie od 30 września 1939 do 5 lipca 1945.
- Rząd Władysława Sikorskiego (2)
- Rząd Władysława Sikorskiego (3)
- Rząd Stanisława Mikołajczyka
- Rząd Tomasza Arciszewskiego – powszechne uznanie międzynarodowe do dnia 5 lipca 1945 r.
- Rząd Tadeusza Komorowskiego
- Rząd Tadeusza Tomaszewskiego
- Rząd Romana Odzierzyńskiego
- Rząd Jerzego Hryniewskiego
- Rząd Stanisława Mackiewicza
- Egzekutywa Zjednoczenia Narodowego
- Rząd Hugona Hanke
- Rząd Antoniego Pająka (1)
- Rząd Antoniego Pająka (2)
- Rząd Antoniego Pająka (3)
- Rząd Aleksandra Zawiszy
- Rząd Zygmunta Muchniewskiego
- Rząd Alfreda Urbańskiego (1)
- Rząd Alfreda Urbańskiego (2)
- Rząd Kazimierza Sabbata (1)
- Rząd Kazimierza Sabbata (2)
- Rząd Kazimierza Sabbata (3)
- Rząd Kazimierza Sabbata (4)
- Rząd Edwarda Szczepanika (1)
- Rząd Edwarda Szczepanika (2)

## RządyRzeczypospolitej Polskiej(1944–1952)
- Polski Komitet Wyzwolenia Narodowego
- Rząd Tymczasowy Rzeczypospolitej Polskiej
- Tymczasowy Rząd Jedności Narodowej
- Rząd Józefa Cyrankiewicza (1)

## RządyPolskiej Rzeczypospolitej Ludowej(1952–1989)
- Rząd Bolesława Bieruta
- Rząd Józefa Cyrankiewicza (2)
- Rząd Józefa Cyrankiewicza (3)
- Rząd Józefa Cyrankiewicza (4)
- Rząd Józefa Cyrankiewicza (5)
- Rząd Piotra Jaroszewicza (1)
- Rząd Piotra Jaroszewicza (2)
- Rząd Edwarda Babiucha
- Rząd Józefa Pińkowskiego
- Rząd Wojciecha Jaruzelskiego
- Rząd Zbigniewa Messnera
- Rząd Mieczysława Rakowskiego
- Rząd Tadeusza Mazowieckiego

## RządyIII Rzeczypospolitej(od 1989)
| #  | Rząd                                 | Premier           | Powołany             | Dymisja              | Kadencja Sejmu | Ugrupowania wchodzące w skład rządu | Uwagi |
| -- | ------------------------------------ | ----------------- | -------------------- | -------------------- | --- | --- | --- |
| 1  | Rząd Tadeusza Mazowieckiego          |                   | 24 sierpnia 1989     | 25 listopada 1990    | X PRL | Solidarność – PZPR – ZSL – SD | pod koniec rząd tworzyły UD, Solidarność, PSL, SD, ROAD i FPD                                                         |
| 2  | Rząd Jana Krzysztofa Bieleckiego     |                   | 12 stycznia 1991     | 5 grudnia 1991       | X PRL | KLD – ZChN – PC – SD | |
| 3  | Rząd Jana Olszewskiego               |                   | 23 grudnia 1991      | 10 lipca 1992        | I | PC – ZChN – PSL-PL | upadł na skutek przegłosowania przez Sejm wotum nieufności, od 5 czerwca 1992 Radą Ministrów kierował Waldemar Pawlak |
| 4  | Rząd Hanny Suchockiej                |                   | 11 lipca 1992        | 18 października 1993 | I | UD – KLD – ZChN – PChD – PPPP – PSL-PL | upadł na skutek przegłosowania przez Sejm wotum nieufności                                                            |
| 5  | Drugi rząd Waldemara Pawlaka         |                   | 26 października 1993 | 1 marca 1995         | II | SLD – PSL | |
| 6  | Rząd Józefa Oleksego                 |                   | 6 marca 1995         | 26 stycznia 1996     | II | SLD – PSL | |
| 7  | Rząd Włodzimierza Cimoszewicza       |                   | 7 lutego 1996        | 17 października 1997 | II | SLD – PSL | |
| 8  | Rząd Jerzego Buzka                   |                   | 31 października 1997 | 19 października 2001 | III | AWS – UW | od 2000 rząd mniejszościowy AWS                                                                                       |
| 9  | Rząd Leszka Millera                  |                   | 19 października 2001 | 2 maja 2004          | IV | SLD – PSL – UP | od 2003 rząd bez udziału PSL                                                                                          |
| 10 | Pierwszy rząd Marka Belki            |                   | 2 maja 2004          | 19 maja 2004         | IV | SLD – UP | upadł na skutek nieuzyskania wotum zaufania                                                                           |
| 11 | Drugi rząd Marka Belki               | 11 czerwca 2004   | 19 października 2005 | SLD                  | IV | w rządzie mniejszościowym SLD czasowo zasiadali także pojedynczy przedstawiciele UP, UL i SDPL                                                                                | |
| 12 | Rząd Kazimierza Marcinkiewicza       |                   | 31 października 2005 | 10 lipca 2006        | V | PiS – Samoobrona RP – LPR | początkowo rząd mniejszościowy PiS                                                                                    |
| 13 | Rząd Jarosława Kaczyńskiego          |                   | 14 lipca 2006        | 5 listopada 2007     | V | PiS – Samoobrona RP – LPR | pod koniec rząd mniejszościowy PiS                                                                                    |
| 14 | Pierwszy rząd Donalda Tuska          |                   | 16 listopada 2007    | 18 listopada 2011    | VI | PO – PSL | |
| 15 | Drugi rząd Donalda Tuska             | 18 listopada 2011 | 11 września 2014     | VII                  | | PO – PSL | |
| 16 | Rząd Ewy Kopacz                      |                   | 22 września 2014     | VII                  | 16 listopada 2015 | PO – PSL | |
| 17 | Rząd Beaty Szydło                    |                   | 16 listopada 2015    | 8 grudnia 2017       | VIII | PiS – Polska Razem / Porozumienie – Solidarna Polska | |
| 18 | Pierwszy rząd Mateusza Morawieckiego |                   | 11 grudnia 2017      | 12 listopada 2019    | VIII | PiS – Porozumienie – Solidarna Polska | |
| 19 | Drugi rząd Mateusza Morawieckiego    | 15 listopada 2019 | 27 listopada 2023    | IX                   | PiS – Solidarna Polska – Partia Republikańska – Stowarzyszenie „OdNowa Rzeczypospolitej Polskiej” – Stowarzyszenie „Polskie Sprawy” | od 2021 rząd bez udziału Porozumienia, od 2021 w rządzie były również Partia Republikańska oraz Stowarzyszenie „OdNowa RP”, zaś od 2022 także Stowarzyszenie „Polskie Sprawy” | |
| 20 | Trzeci rząd Mateusza Morawieckiego   | 27 listopada 2023 | 13 grudnia 2023      | X                    | PiS – Suwerenna Polska – Partia Republikańska – posłowie bezpartyjni                                                                | rząd mniejszościowy PiS, upadł na skutek nieuzyskania wotum zaufania | |
| 21 | Trzeci rząd Donalda Tuska            |                   | 13 grudnia 2023      | X                    | urzęduje | Koalicja Obywatelska – Polska 2050 – Polskie Stronnictwo Ludowe – Nowa Lewica                                                                                                 | |